# 百金花
百金花（学名：Centaurium pulchellum var. altaicum）为龙胆科百金花属美丽百金花的变种。分布在中国大陆的东北、西北、华南沿海地区、华东、华北等地，生长于海拔50米至2,200米的地区，多生长于水边、草地、沙滩地、潮湿的田野或海边最多，目前尚未由人工引种栽培。

## 别名
麦氏埃蕾（中国北部植物图志）、东北埃蕾（东北植物检索表）